# Hydrodamalis
A Hydrodamalis az emlősök (Mammalia) osztályának tengeritehenek (Sirenia) rendjébe, ezen belül a dugongfélék (Dugongidae) családjába tartozó nem.

## Tudnivalók
A Hydrodamalis nemben csak egy recens faj van, a Steller-tengeritehén (Hydrodamalis gigas). De ezt a fajt 1768-ban, 27 évvel a felfedezése után teljesen kiirtották, úgyhogy manapság a nem egyetlen ma élő fajt sem foglal magába. A Steller-tengeritehénen kívül még vagy 1-2 fosszilis faj tartozott a nembe.

## Rendszerezés
A nembe az alábbi fajok tartoztak:
- †Haligyna borealis - lehet, hogy a Hydrodamalis gigas szinonimája
- †Hydrodamalis cuestae - szinonimája: H. spissa
- †Steller-tengeritehén (Hydrodamalis gigas) - szinonimák: Manati balaenurus, H. stelleri, Rytina cetacea, Rhytina stellerus

A Haligyna borealist egyes források külön fajnak tartanak, míg más források a Steller-tengeritehén szinonimájának tekintik.